# Картоведение
Картове́дение — раздел картографии; отрасль науки, техники и производства, что охватывает изучение, создание и использование картографических произведений, а также историю картографии. 
Картоведение решает различные направления:
- Научные исследования и разработки
- Техническое обеспечение карт
- Труд по изучению (производству) картографической продукции

Предмет — объекты природы и общества, их особенности, взаимосвязи, изменения в пространстве и времени.
Методы решения научных и практических задач:
- Картографический метод
- Метод картографического моделирования